# Kerta (Hongarije)
Kerta is een plaats (község) en gemeente in het Hongaarse comitaat Veszprém. Kerta telt 723 inwoners (2001).